# Бутик (крамниця)

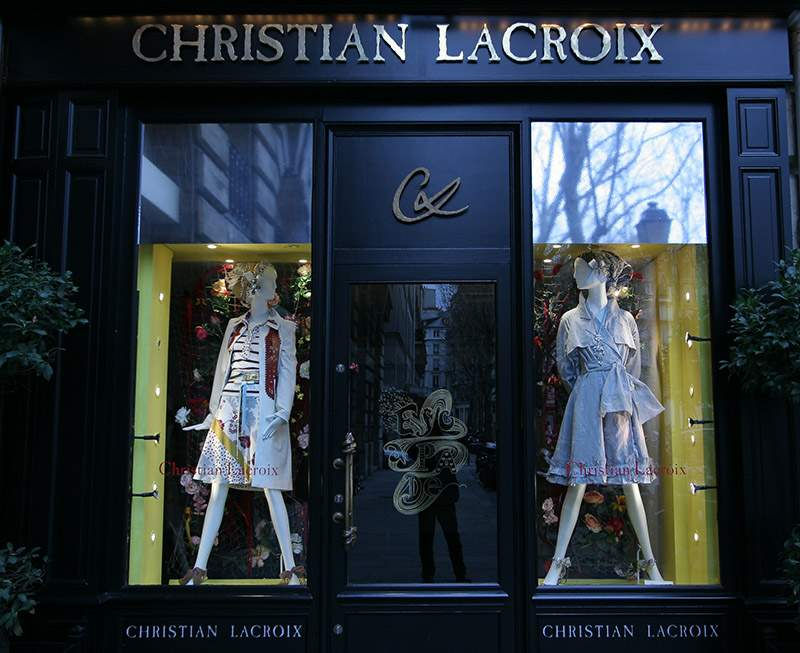
Бутик Christian Lacroix

Бути́к (фр. boutique — «крамниця») — невеликий магазин, який продає стильний одяг, прикраси або інші, як правило, предмети розкоші. У перекладі з французької слово означає «крамниця». А французьке слово фр. boutique пішло від грецького ἀποθήκη, apothēkē («апофіка» або «склад»).

## Етимологія та використання слова
Термін «бутик» увійшов до розмовної англійської мови в кінці 1960-х. У Європі Авеню Монтень і Бонд-стріт були в центрі великої уваги ЗМІ за те, що вони мали наймодніші магазини «бутики» тієї епохи.
Деякі мережі магазинів можуть назватись бутиками, якщо вони спрямовані на малі, висококласні ринкові ніші. Хоча деякі бутики спеціалізуються на виробах ручної роботи та інших унікальних товарах, інші просто виробляють футболки, наклейки та модні аксесуари в штучно обмежених кількостях, та продають їх за високими цінами.